# Sergio-Vieira-de-Mello-Preis
Der Sergio-Vieira-de-Mello-Preis (polnisch Nagroda imienia Sérgio Vieira de Mello) ist eine Auszeichnung für Einzelpersonen und Organisationen, die sich für ein friedliches Zusammenleben und Zusammenarbeit zwischen verschiedenen Gesellschaften, Religionen und Kulturen einsetzen. Er wird von der Villa-Decius-Stiftung in Kraków mit Unterstützung des Präsidenten Polens sowie der brasilianischen und schwedischen Botschafter in Polen verliehen.
Der Preis ist benannt nach dem brasilianischen UN-Hochkommissar für Menschenrechte Sérgio Vieira de Mello, der 2003 bei einem Bombenanschlag in Bagdad getötet wurde.

## Auswahlkommission
Der Jury gehören ein Vertreter der Präsidenten der Republik Polen, der brasilianische und der schwedische Botschafter in Polen, ein Vertreter des UN-Hochkommissars für Flüchtlingsfragen, ein Vertreter des polnischen Instituts des nationalen Gedächtnisses, der polnischen Znak-Stiftung und der Vorsitzende der Villa-Decius-Stiftung an.

## Preisträger
- 2004: Tadeusz Mazowiecki, Polen, ehemaliger Ministerpräsident
- 2004: Vereinigung »Jeden Świat« (Eine Welt), polnischer Zweig von Service Civil International, Polen[1]
- 2005: Pater Marian Żelazek (1918–2006), Polen
- 2005: Stiftung Kreisau für europäische Verständigung, Polen,  internationale Jugendbegegnungsstätte[2]
- 2006: Alexander Milinkewitsch, Belarus, Oppositionspolitiker
- 2006: Jüdisches Kulturfestival Kraków, Polen[3]
- 2007: Maryna Hulia, Belarus
- 2007: Vereinigung Magurycz, Polen[4][5]
- 2008: Krystyna Pryjomko-Serafin, Ukraine
- 2008: Helsinki-Stiftung für Menschenrechte, Polen
- 2008: Schewach Weiss, Israel, Politiker
- 2008: Michał Żejmis[6]
- 2009: Fatos Lubonja, Albanien[7]
- 2009: Leopold Unger, Polen
- 2009: UN-Mission im Irak[8]
- 2010: Nagy El-Khoury und Mohammad al-Nokkari, Libanon[9]
- 2010: Memorial, Russland, Menschenrechtsorganisation
- 2010: Andrzej Przewoźnik, Polen[10]
- 2011: Bernard Kouchner, Frankreich, Sonderpreis[11]
- 2011: Hassan Omar Hassan, Kenia, Mitglied der Nationalen Menschenrechtskommission
- 2011: Rechtshilfezentrum »Halina Nieć«, Polen
- 2012: Urszula Nałęcz (Schwester Rafaela), Polen
- 2012: Člověk v tisni (Mensch in Not), Tschechien[12]
- 2013: Myrosław Marynowycz, Ukraine
- 2013:  Denis-Hurley-Zentrum, Südafrika
- 2013: Adam Daniel Rotfeld, Ehrenpreis
- 2014: Leyla Yunus, Aserbaidschan
- 2014 Zentrum für interethnischen Dialog und Toleranz »Amalipe«, Bulgarien[13]
- 2015: Pietro Bartolo, Italien, Arzt für Flüchtlinge auf Lampedusa
- 2015: Stiftung »La Strada«, Polen, engagiert sich gegen Menschenhandel in Mittel- und Osteuropa
- 2015: Sergei Kowaljow, Russland, Menschenrechtler, Ehrenpreis[14]